# Mixeur (appareil ménager)
Pour les articles homonymes, voir Mixer.

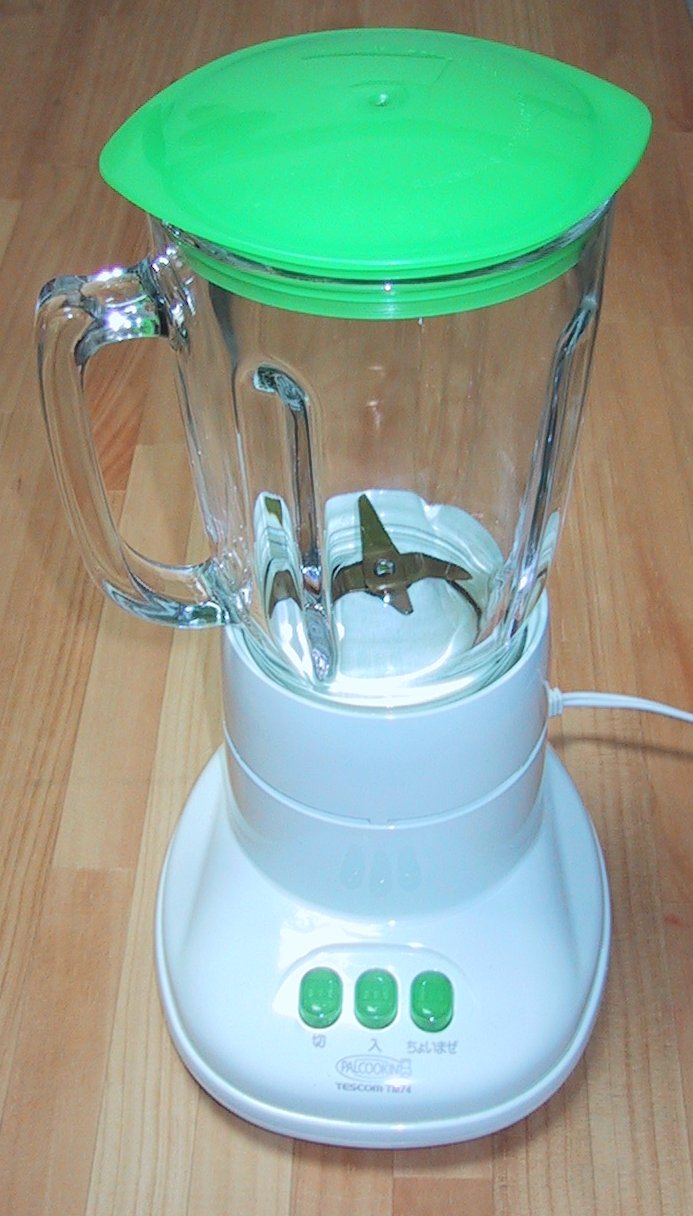
Un bol mixeur.

Un mixeur, ou mélangeur au Canada francophone, est un appareil de petit électroménager muni de lames rotatives pour broyer des ingrédients. Il se présente sous deux formes :
- soit il est tenu par l’utilisateur et plongé dans un récipient — on parle alors de mixeur plongeant ou mixeur-plongeur[1] ;
- soit il est composé d’un socle fixe sur lequel vient se greffer un récipient — on parle alors de bol mixeur (ou blender)[2].

## Description
Le moteur entraîne un couteau à quatre lames qui tourne à grande vitesse. Cette rotation rapide permet d’incorporer de l’air dans les préparations, tout en les rendant plus liquides. Le mixeur sert par exemple à préparer les smoothies.

## Terminologie
L’anglicisme mixer est utilisé au début des années 1950 mais est rapidement intégré par l’emprunt mixeur, de l’anglais to mix qui signifie « mélanger ». Il désigne principalement le mixeur plongeant.
L’anglicisme blender, de to blend qui signifie aussi « mélanger », désigne quant à lui le bol mixeur.